# Municipio de Fananu
El municipio de Fananu es un municipio de los Estados Federados de Micronesia. Se encuentra en el estado de Chuuk, en la parte occidental del país, a 700 km al oeste de Palikir, el centro del Gobierno Nacional. Tiene 355 habitantes (año 2011). El municipio de Fananu se encuentra en la isla de Fananu.
Ciudades en el municipio de Fananu:
- Fananu Village

Las siguientes características naturales se pueden encontrar en el municipio de Fananu:
- Isla Fananu
- Isla Igup
- Isla Pisira

Tiene clima tropical. La temperatura media es de 24 °C. El mes más caluroso es julio, con 26 °C, y el más frío febrero, con 22 °C. La precipitación media es de 2.908 milímetros al año. El mes más lluvioso es septiembre, con 401 milímetros de lluvia, y el menos lluvioso enero, con 72 milímetros.